# ترکیب تیم‌های جام ملت‌های اروپا ۲۰۰۸
فهرستی از بازیکنان تیم‌های حاضر در رقابت‌های جام ملت‌های اروپا ۲۰۰۸، که در اتریش و سوئیس برگزار می‌شود، در این صفحه آمده است. مسابقات در روز ۷ ژوئن آغاز شده و پایان آن برای ۲۹ ژوئن۲۰۰۸ در وین پیش‌بینی شده‌است.
هر تیم می‌بایست ۲۳ بازیکن که سه تا از آن‌ها دروازه‌بان هستند، تا ۸ خرداد۱۳۸۷ معرفی می‌کرد. اگر یکی از بازیکنان به شدت مجروح می‌شد، تیمش می‌توانست برای پیش‌گیری از حضور این بازیکن مصدوم در یورو، تا پیش از شروع مسابقات او را با یک بازیکن دیگر جایگزین کند.
بازی‌های ملی، گل‌ها و سن بازیکنان تا روز ۷ ژوئن ۲۰۰۸ لحاظ شده است.

## گروه A

### چک
سرمربی: کارل بروکنر